# 静岡市立安東小学校
静岡市立安東小学校（しずおかしりつ あんどうしょうがっこう）は、静岡市葵区安東三丁目にある公立小学校。1872年の学制発布に基づいて創立された日本近代における最初期の小学校の1校である。1965年（昭和40年）に校内テレビ局を設置しテレビによる校内放送を実施している。上田薫との共著で『個の育つ学校』などを発行した。

## 沿革
- 1874年（明治7年）3月11日 - 長谷町旧国分寺庫裡を仮校舎として「教育舎」を創立。
- 1885年9月 - 賤機尋常小学校と改称。
- 1889年7月 - 安東村立安東小学校と改称
- 1920年4月 - 高等科を並置し安東尋常高等小学校と称す。
- 1924年9月 - 北安東69番地の現在地に移転。
- 1928年9月 - プール新設。
- 1929年4月 - 安東村が静岡市に合併。静岡安東尋常小学校と改称。
- 1941年4月 - 静岡市安東国民学校と改称。
- 1947年4月 - 静岡市立安東小学校と改称。
- 1969年4月 - 住居表示実施により所在地表記が北安東69番地から安東三丁目16番1号となる。
- 1991年7月5日 - 読売教育賞（学校の指導・運営部門　最優秀賞）受賞

## 著名な学校関係者

### 出身者
- 吉井和哉 - THE YELLOW MONKEYのボーカル
- 水香依千 - 宝塚歌劇団97期生、男役、宙組

## 刊行物
全て上田薫との共著、明治図書出版刊
- 『ひとりひとりを生かす授業 : カルテと座席表』、1970年
- 『どの子も生きよ : カルテと座席表から「全体のけしき」まで』、1977年2月
- 『個の育つ学校』、1982年2月 ISBN 4-18-255309-8
- 『子どもも人間であることを保証せよ : 個に迫る座席表授業案}』、1988年2月 ISBN 4-18-232604-0
- 『個に迫る授業』、1994年11月 ISBN 4-18-277809-X
- 『安東小発個を見つめる授業 : つねに君らしくあれ』、1999年11月 ISBN 4-18-262000-3
- 『個が深まる学び : 安東小学校の挑戦』、2005年12月 ISBN 4-18-265247-9

## 通学区域
葵区

| - 安東二丁目・三丁目 - 大岩本町 - 大岩一～三丁目 | - 大岩町 - 北安東一丁目・二丁目のそれぞれ一部 |

## アクセス
- しずてつジャストライン大浜麻機線 ｢安東小学校前｣停留所から、徒歩1分